# 롭 블레이크
로버트 볼비 "롭" 블레이크(영어: Robert Bowlby "Rob" Blake, 1969년 12월 10일 ~ )는 캐나다의 은퇴한 아이스하키 선수이다. 선수 시절 포지션은 수비수이며, 현재 로스앤젤레스 킹스의 단장을 지내고 있다.